# Cremna actoris
Espèce
Cremna actoris est un insecte lépidoptère appartenant à la famille  des Riodinidae et au genre Cremna.

## Dénomination
Cremna actoris a été décrit par Pieter Cramer en 1776 sous le nom de Papilio actoris.
Synonyme : Fritilla meleagris Capronnier, 1874.

## Écologie et distribution
Cremna actoris est présent en Amérique du Sud sous forme de deux isolats, l'un en Guyane, en Guyana et au Surinam l'autre au Brésil.

### Biotope
Il réside dans la forêt tropicale.